# Абрагамович, Адольф
Адо́льф Абрагамо́вич (арм. Ադոլֆ Աբրահամովիչ (Ադոլֆ Աբրահամյան), пол. Adolf Abrahamowicz, 7.11.1849 г., Львов, Австро-Венгрия — 16.08.1899 г., Торговица) — польский писатель, драматург комедийного жанра армянского происхождения. Младший брат австрийского политика консервативного направления Давида Абрагамовича.

## Биография
Адольф Абрагамович родился 7 ноября 1849 года во Львове в семье крупного землевладельца. Большую часть своей жизни прожил во Львове.

## Творчество
В 1880 году издал своё первое сочинение, которым была одноактная комедийная пьеса «Dwie teściowe». Сотрудничал с различными театральными режиссёрами и актёрами, среди которых самым известным был Рышард Рушковский. Вместе с ним Адольф Абрагамович написал фарсы «Mąż z grzeczności» (1885), «Oddajcie mi żonę» (1886) и «Florek» (1887). Позднее фарс «Mąż z grzeczności» был переведён на немецкий и чешский языки. Его пьесы были популярны в театральных постановках конца XIX века.
Скончался 16 августа 1899 года в селе Торговица (сегодня — Украина) в имении своего старшего брата Давида Абрагамовича.